# Edward Surówka
Edward Surówka (ur. 3 marca 1939 - zm. 28 września 2022) – polski koszykarz, multimedalista mistrzostw Polski.
Po zakończeniu kariery zawodniczej był działaczem koszykarskim, sędzią i trenerem.
Był absolwentem Politechniki Krakowskiej, gdzie uzyskał stopień magistra inżyniera mechanika.
Na przełomie lat 70. i 80. pełnił funkcję prezesa Krakowskiego Okręgowego Związku Koszykówki (18 lat). W kolejnych latach pracował w radzie klubu TS Wisła. 
Pracował w Krakowskich Zakładach Farmaceutycznych, piastując funkcję zastępcy dyrektora naczelnego oraz prezesa zakładu Polfa.

## Osiągnięcia
Zawodnicze
- Mistrz Polski (1962)
- Wicemistrz Polski (1959)
- Brązowy medalista mistrzostw Polski (1961)

Trenerskie
- Puchar Polski kobiet (1969)

Inne
- Krzyż Zasługi
- Krzyż Kawalerski Orderu Odrodzenia Polski
- Honorowy Członek PZKosz